# Jiangxi Nanchang Greenland Central Plaza Towers
Die Jiangxi Nanchang Greenland Central Plaza Towers sind mit 303 Metern die höchsten Gebäude der chinesischen Provinz-Hauptstadt Nanchang und prägen deren Skyline. Die in einem Abstand von 100 Metern stehenden Zwillingstürme sind der herausragende Teil der Greenland Central Plaza, einem Komplex aus einer Reihe von gemischt genutzten Gebäuden. Die Bürotürme wurden im Jahr 2015 fertiggestellt und verfügen über 59 Stockwerke.

## Einzelheiten zur Architektur
Die Wolkenkratzer stehen mit ihrem Sockel parallel zur Straße, verdrehen sich aber auf der ganzen Höhe um 45 Grad. Das hat unter anderem den Vorteil, dass bestimmte Büros einen direkten Blick auf den Fluss Gan Jiang haben.
Bei der Gestaltung der Krone der Gebäude mit den abgewinkelten Glasflächen wurde die vorherrschende Windrichtung und -Stärke beachtet, dadurch sollen die Türme dem Wind möglichst wenig Angriffsfläche bieten.